# سماق سام حرجي
سماق سام حرجي (الاسم العلمي:Toxicodendron sylvestre) هو نوع من النباتات يتبع جنس السماق السام من الفصيلة البطمية.